# Anita Fabiola
Anita Kyarimpa được biết đến với cái tên Anita Fabiola là nữ diễn viên Uganda, nữ hoàng sắc đẹp và nhân vật truyền hình. Cô cũng là đại sứ thương hiệu cho giày dép CAT ở East và Luc Belaire champagne. Trước khi dẫn chương trình Be my date show trên NTV năm 2014, Fabiola trở thành Hoa hậu Đông Uganda và Á hậu 1 trong cuộc thi sắc đẹp Hoa hậu Uganda năm 2013.

## Lý lịch
Anita sinh năm 1994 tại Kampala Uganda. Cô theo học trường tiểu học St. Francis, và sau đó gia nhập trường cao đẳng St. Lawrence ở London cho cả cấp độ "O" và "A". Sau đó, cô tham dự Đại học Makerere từ nơi cô tốt nghiệp với bằng cử nhân về truyền thông đại chúng.

## Nghề nghiệp
Ở tuổi 12, cô là một người mẫu tại Tổ chức người mẫu Arapapa và cô trở thành người mẫu tạp chí trong Flair năm 2008.
Vào năm 2013, Fabiola tham gia cuộc thi sắc đẹp Hoa hậu Uganda và cô được trao vương miện Hoa hậu Đông Uganda và trở thành Á hậu 1 trong cuộc thi sắc đẹp Hoa hậu Uganda năm 2013.
Fabiola bắt đầu sự nghiệp của mình trên truyền hình vào năm 2014 bằng cách tổ chức chương trình Be my date show trên kênh NTV phát sóng vào Chủ nhật lúc 8 giờ tối. Trong năm 2014, chương trình được bình chọn là chương trình truyền hình giải trí được xem nhiều nhất ở Uganda.